# Cimetière juif d'Óbuda
Le cimetière juif d'Óbuda (en hongrois : Óbudai zsidó temető) est un cimetière de Budapest situé dans le 3e arrondissement.